# اچ‌دی ۱۴۳۴۳۶
اچ‌دی ۱۴۳۴۳۶ یک ستاره است که در صورت فلکی مارافسای قرار دارد.